# Hunteria
Hunteria é um género botânico pertencente à família Apocynaceae.
1. ↑  «Hunteria — World Flora Online». www.worldfloraonline.org. Consultado em 19 de agosto de 2020